# Estados Unidos nos Jogos Olímpicos de Verão de 1992
Os Estados Unidos da América competiram os Jogos Olímpicos de Verão de 1992 em Barcelona, Espanha. Ficaram em 2º lugar no ranking geral, com 37 medalhas de ouro.